# Wayne Shelford
Wayne Thomas Shelford (Rotorua, 13 de diciembre de 1957) es un exjugador neozelandés de rugby que se desempeñaba como octavo.

## Carrera
Shelford debutó en primera con North Shore en 1976 y jugó con ellos hasta 1991, solo se ausentó en la temporada 1985-86 cuando jugó para los London Wasps del Reino Unido. En 1991 regresó al Reino Unido donde jugó dos temporadas con los Northampton Saints y finalmente en 1993 se convirtió en profesional cuando fue contratado por el Rugby Roma de la Eccellenza donde se retiró en 1995.
En el campeonato provincial de su país, la ITM Cup, representó a la Unión de Auckland desde 1982 a 1985 y a la Unión de North Harbour desde 1986 a 1991.

## Selección nacional
Fue convocado a los All Blacks oficialmente por primera vez en noviembre de 1986 para enfrentar a Les Bleus.
Con el retiro de David Kirk en 1988, fue elegido nuevo capitán del seleccionado, siéndolo hasta su último partido en junio de 1990 frente al XV del Cardo. En total jugó 22 partidos y marcó cinco tries (20 puntos).

### New Zealand Cavaliers
Shelford fue uno de los integrantes de los New Zealand Cavaliers, el seleccionado no oficial que participó de la polémica gira a Sudáfrica en 1986 para enfrentar a los Springboks cuando esto fue expresamente prohibido por la World Rugby debido al apartheid.

### Participaciones en Copas del Mundo
| Mundial                       | Sede          | Resultado | PJ | Tries |
| ----------------------------- | ------------- | --------- | -- | ----- |
| Copa Mundial de Rugby de 1987 | Nueva Zelanda | Campeón   | 5  | 2     |

## Palmarés
- Campeón de la ITM Cup de 1982, 1984 y 1985.